# Chloraea bletioides
Chloraea bletioides är en orkidéart som beskrevs av John Lindley. Chloraea bletioides ingår i släktet Chloraea och familjen orkidéer. Inga underarter finns listade i Catalogue of Life.

## Bildgalleri

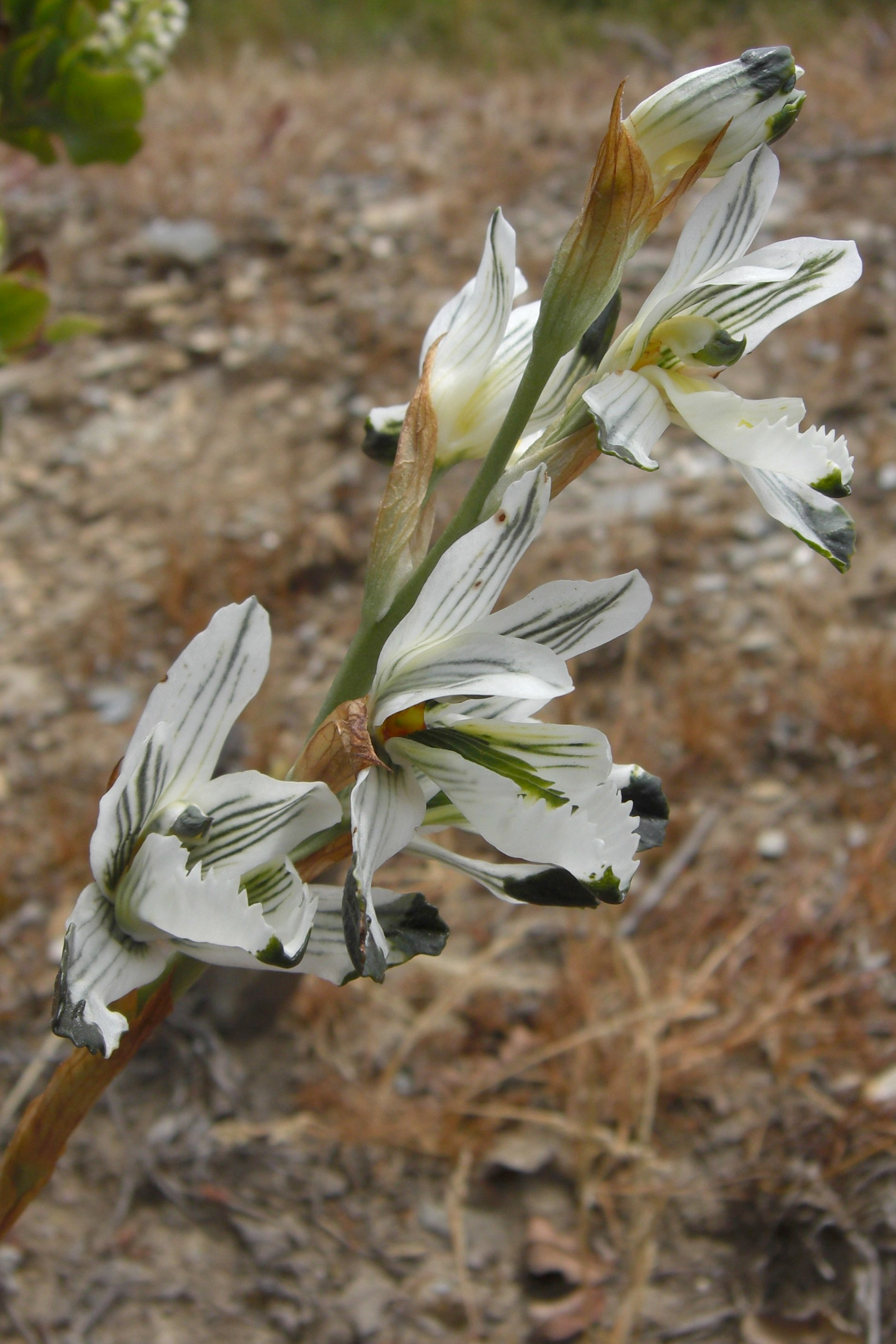
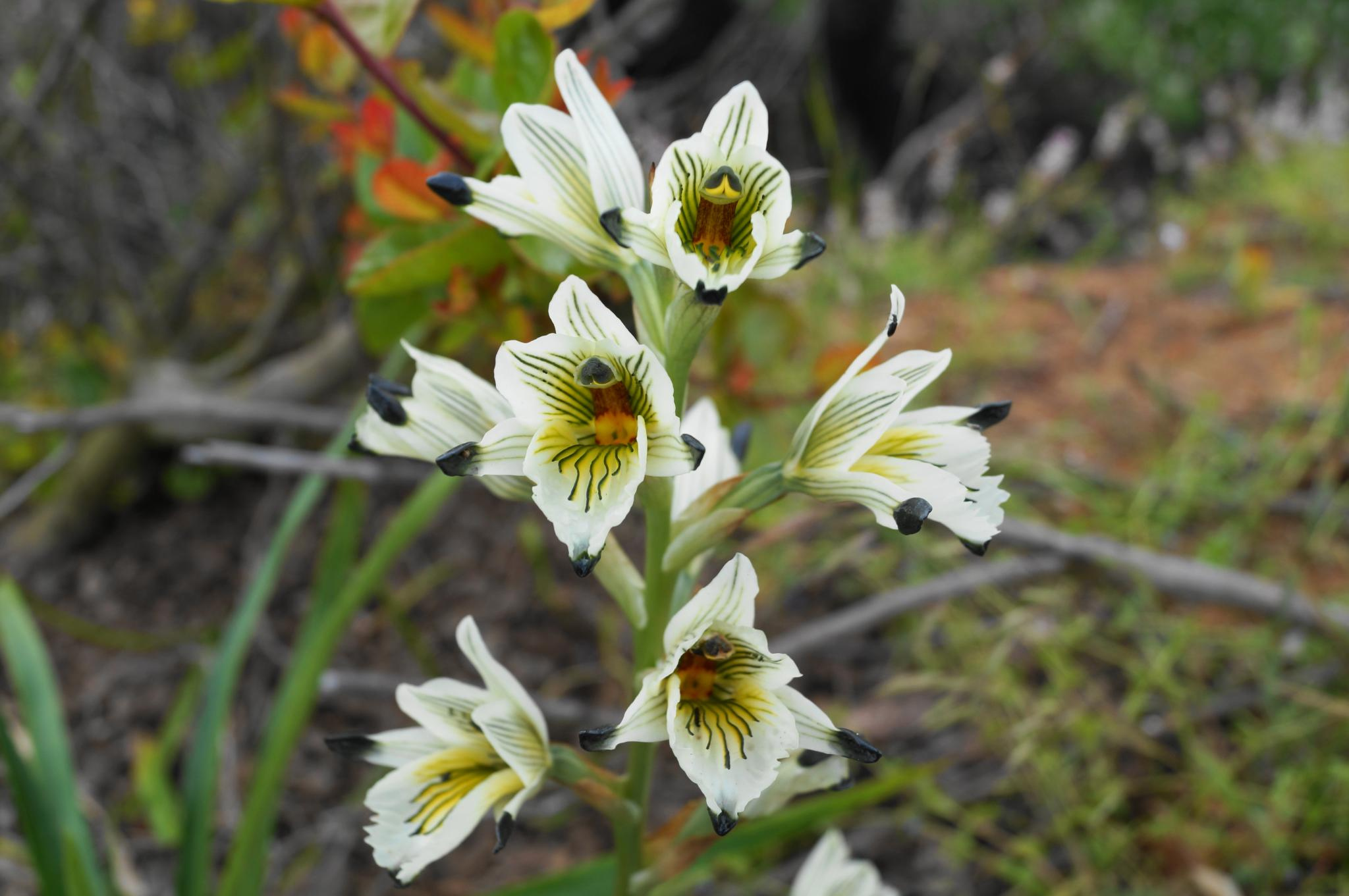
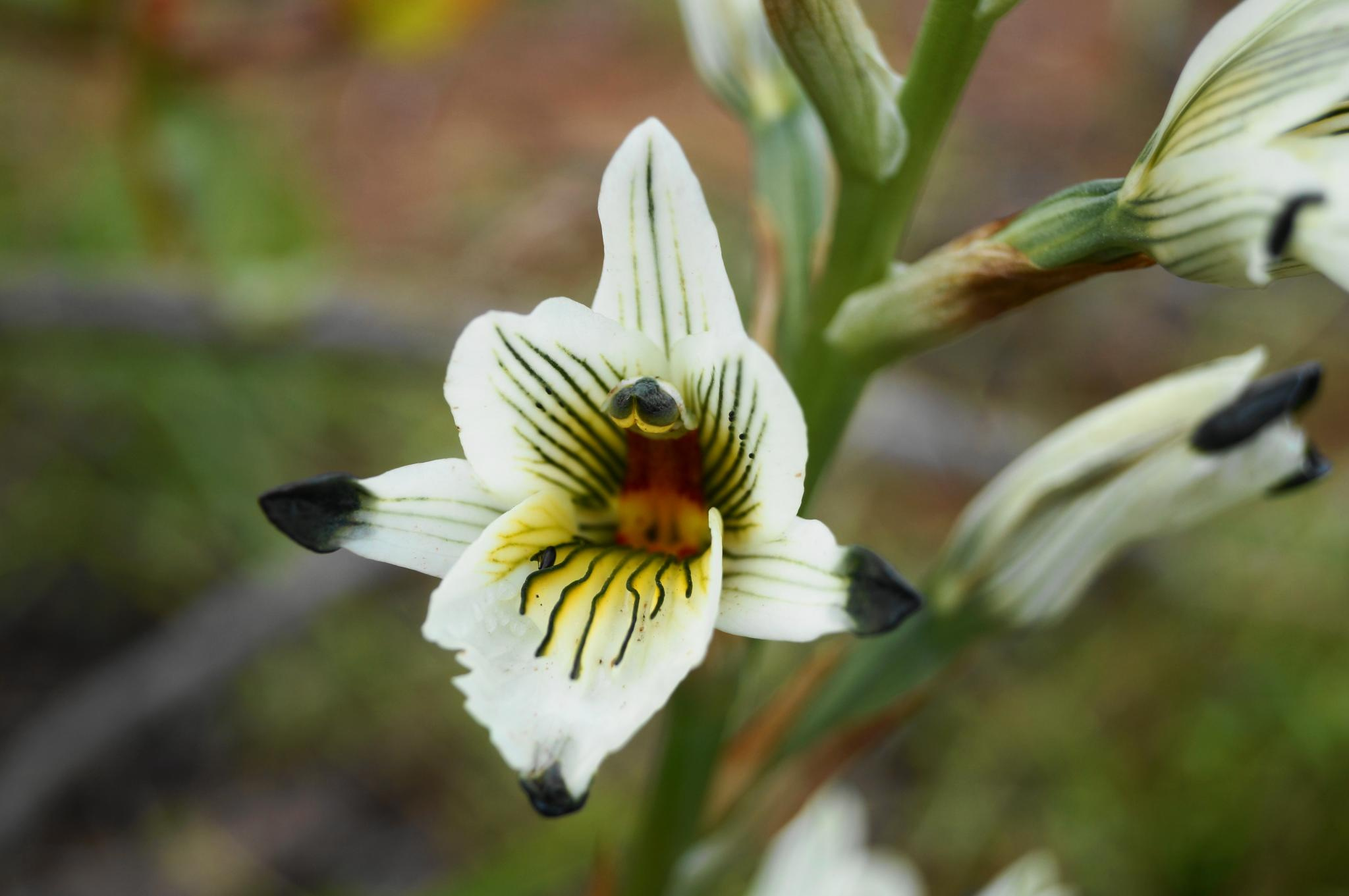
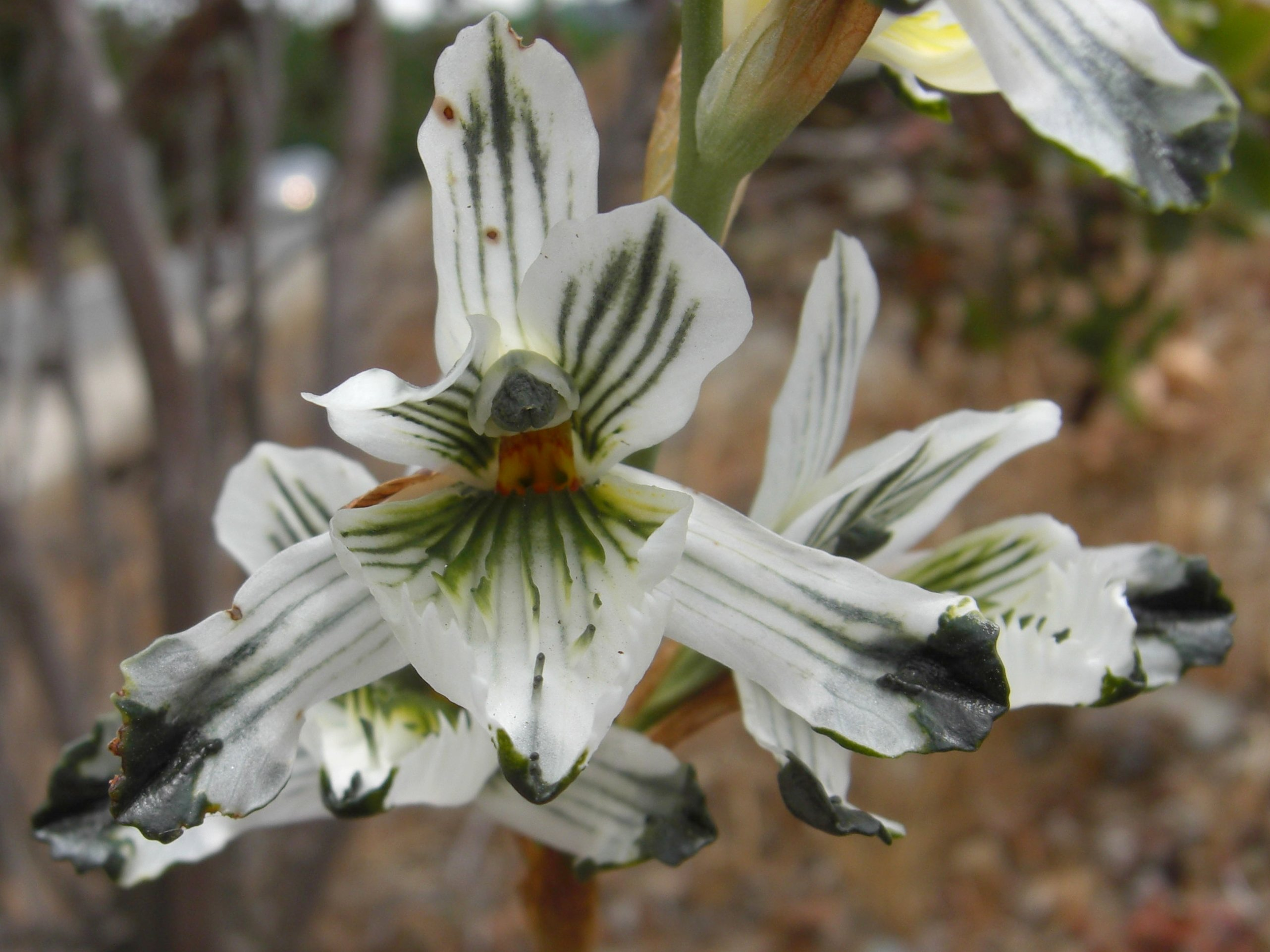
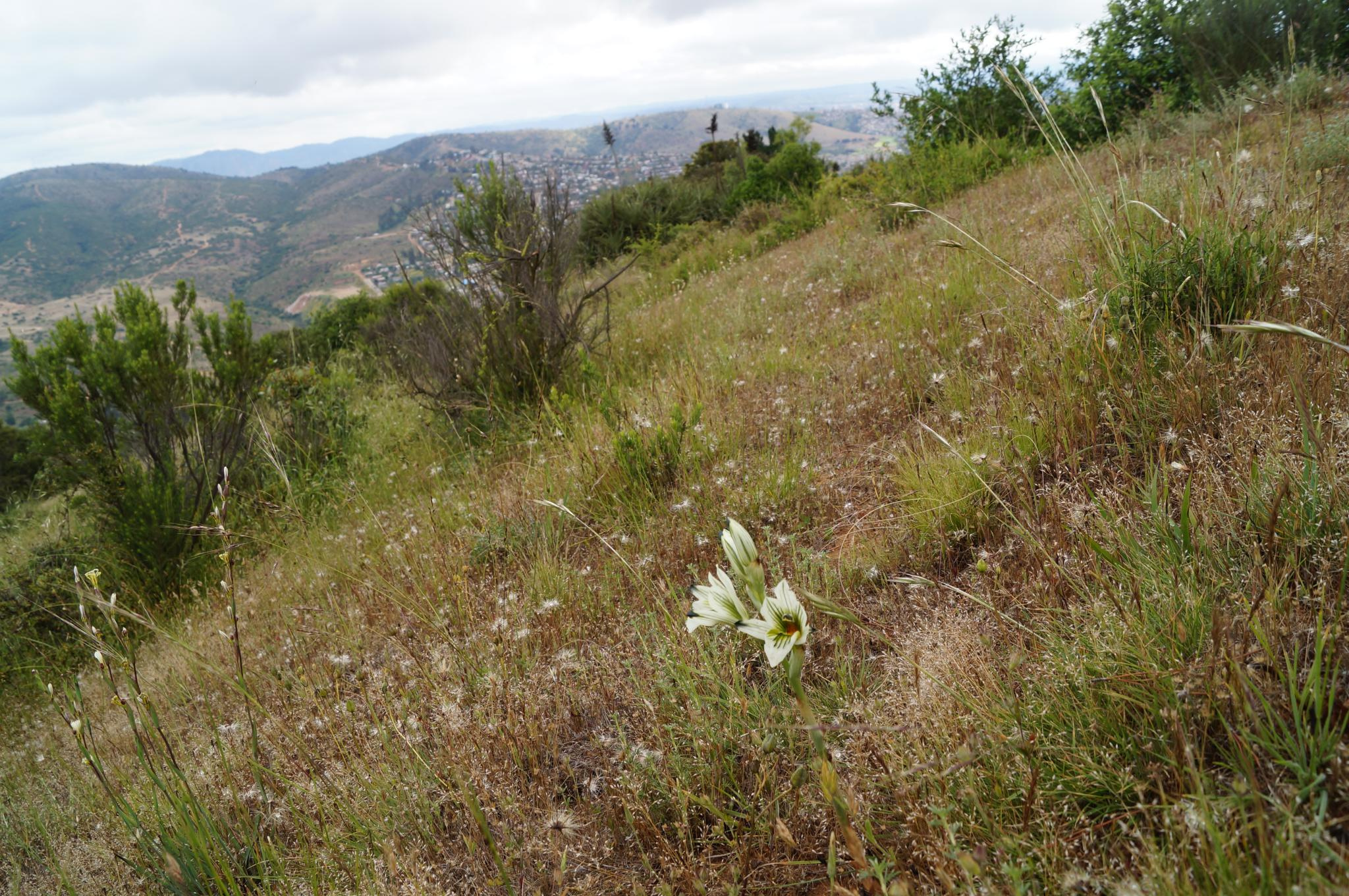
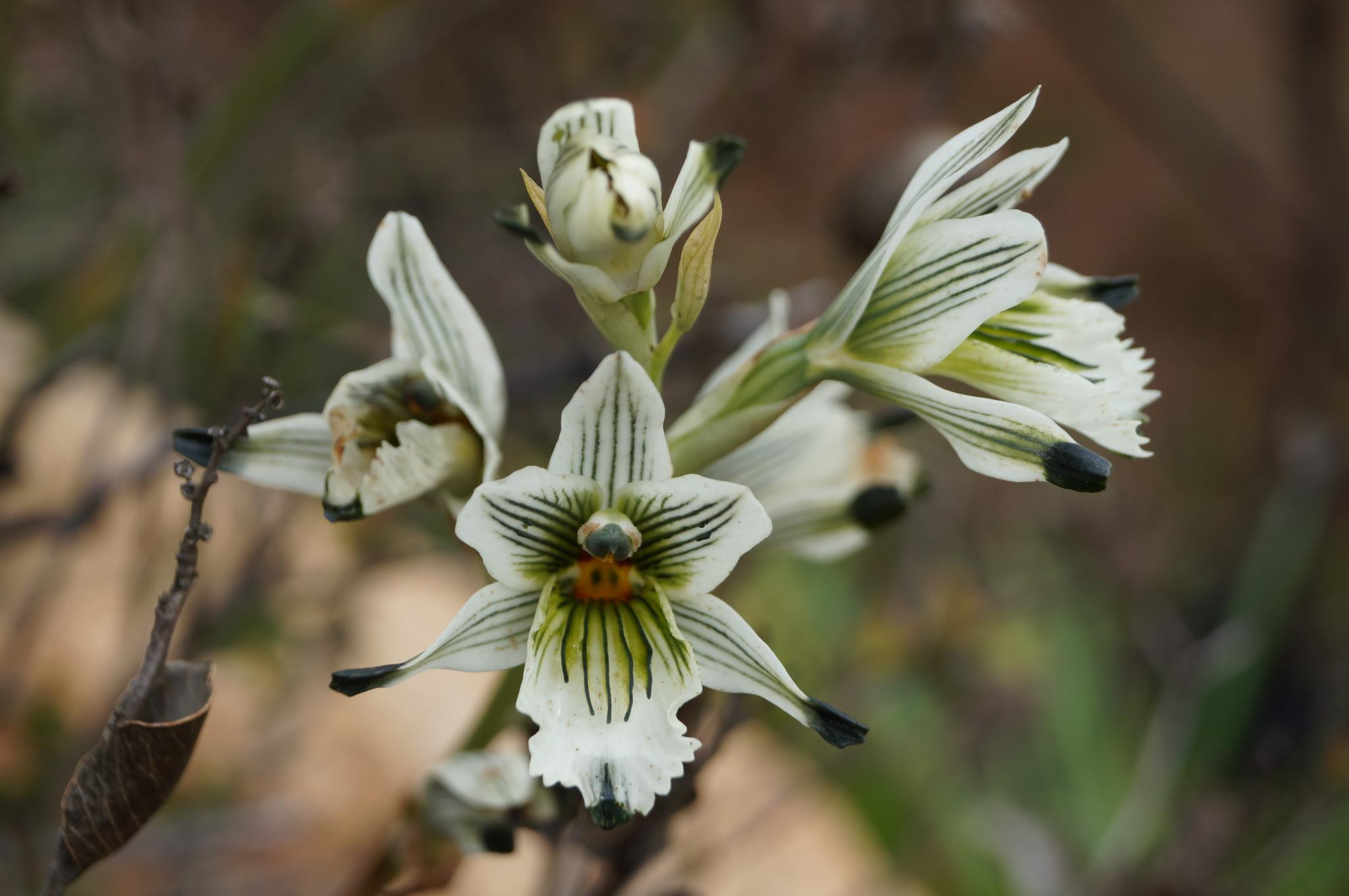